# Општина Фоча-Устиколина
Општина Фоча-Устиколина је једна од три општине Босанско-подрињског кантона. Подручје општине Фоча-Устиколина састоји се од дела некадашње општине Фоча које је 1995. године реинтегрисано у састав Федерације Босне и Херцеговине и у саставу је Босанско-подрињског кантона Горажде. Површина општине износи око 170 km² и простире се већим делом на левој и мањим дијелом на десној обали реке Дрине. Сачињавају је три месне заједнице, а административно седиште општине је у Устиколини. С обзиром да се простире на обалама и сливовима неколико река и речица у Устиколини је од давнина било изузетно развијено рибарство.

## Историја
Устиколина је позната по средњовековној цркви коју су Турци срушили при освајању Босне. И данас се у гробљу ћелија налазе остаци те давно порушене цркве са крстионицом. Најстарије устикољанске породице су Кујунџићи (православни), Травари (муслимани) и Марићи (православни). Ове породице су у овим крајевима живеле прије доласка Турака. Имали су манастир који се налазио на Пресјеци изнад Устиколине.
Устиколина у средњем вијеку представља трг у горњем Подрињу, смјештен на левој обали ријеке Дрине. Устиколина се први пут спомиње 1394. године. Припада босанској властели Павловићима који ту убирају царину. Ту су своје људе имали кнез Павле Раденовић и његов син војвода Радослав Павловић. Касније власт у Устиколини имају Косаче.
Почетком 15. вијека Устиколина је била караванска станица. У том својству се сусреће у дубровачким документима 1402−1404. године. На тргу су се највише продавали со и восак. Као пословно активни домаћи човјек често се спомиње Тврдиша Обрадић. Од друге деценије 15. вијека примјетно је опадање пословања у Устиколини. Разлог томе је конкуренција околних развијенијих мјеста Фоче и Горажда.

## Насеља у општини
Насеља: Бавчићи, Бешлићи, Бунчићи, Доње Жешће, Забор, Зебина Шума, Јабука, Колаковићи, Локве, Мазлина, Мрављача, Њухе, Петојевићи, Подграђе, Превила, Присоје (део), Рачићи, Радојевићи, Родијељ (део), Славичићи, Сорлаци (део), Стојковићи, Устиколина, Филиповићи (део) и Цвилин (део), која су такође припадала општини Фоча (Србиње) су после Дејтонског споразума припала Федерацији БиХ, односно новоформираној општини Фоча-Устиколина.

## Становништво
Према попису становништва из 1991. године на простору садашње општине Фоча-Устиколина живело је 5.274 становника, а данас је на овом дијелу настањено њих нешто више од 1.900.

## Образовање
На простору општине постоји једна основна школа у чијем саставу се налази и једна подручна школа. Наставу у овој школи похађа око 200 ученика.

## Привреда
Становништво на простору општине највише се бави земљорадњом, а мањи број, њих око 150, упослено је у органима управе, јавним установама и неколико привредних субјеката.
Након реинтеграције овог дела општине Фоча у Федерацију БиХ, великим делом је извршена реконструкција стамбених објеката, јавних установа и инфраструктуре.
Општина Фоча-Устиколина је привредно неразвијена општина која своју перспективу, између осталог, види у привредном и туристичком развоју.
Шаблон:Општина Фоча-Устиколина